# Siêu cúp bóng đá Việt Nam 1999
Siêu cúp Bóng đá Quốc gia 1999, còn được gọi là Siêu cúp Bóng đá Quốc gia – Toyota Cup 1999 vì lý do tài trợ, là trận tranh Siêu cúp bóng đá Việt Nam đầu tiên do Liên đoàn bóng đá Việt Nam (VFF) phối hợp với báo Tiền Phong đồng tổ chức. Trận đấu diễn ra vào ngày 7 tháng 3 năm 1999 tại sân vận động Hà Nội thuộc thủ đô Hà Nội và là cuộc đối đầu giữa hai đội bóng Thể Công (đội vô địch Giải bóng đá vô địch quốc gia 1998) và Công an Thành phố Hồ Chí Minh (đội vô địch Giải bóng đá Cúp Quốc gia 1998).
Kết quả chung cuộc, Thể Công đánh bại Công an Thành phố Hồ Chí Minh với tỷ số 3–0, qua đó giành siêu cúp lần đầu tiên trong lịch sử.

## Chi tiết trân đấu
| Thể Công                                                             | 3–0 | Công an Thành phố Hồ Chí Minh |
| -------------------------------------------------------------------- | --- | ----------------------------- |
| Bùi Đoàn Quang Huy 12' · Trương Việt Hoàng 21' · Nguyễn Hồng Sơn 53' |     |                               |

| Thể Công:        |    |                    |  |         |
| TM               | 1  | Trần Tiến Anh      |  |         |
| HV               | 20 | Phạm Như Thuần     |  |         |
| HV               |    | Đỗ Mạnh Dũng       |  |         |
| TV               | 8  | Nguyễn Hồng Sơn    |  |         |
| TĐ               |    | Đặng Phương Nam    |  |         |
| TĐ               | 11 | Bùi Đoàn Quang Huy |  | Thay ra |
|                  | 7  | Trương Việt Hoàng  |  |         |
|                  | 17 | Triệu Quang Hà     |  |         |
|                  | 6  | Nguyễn Hải Biên    |  |         |
|                  |    |                    |  |         |
|                  |    |                    |  |         |
|                  |    |                    |  |         |
| Thay người:      |    |                    |  |         |
|                  |    | Nguyễn Hải Long    |  | Vào sân |
| TĐ               |    | Vũ Công Tuyền      |  | Vào sân |
| Huấn luyện viên: |    |                    |  |         |
| Vương Tiến Dũng  |    |                    |  |         |

| Công an Thành phố Hồ Chí Minh: |    |                   |  |  |
| TM                             | 25 | Trần Minh Quang   |  |  |
| TĐ                             | 10 | Lê Huỳnh Đức (c)  |  |  |
|                                |    | Nguyễn Liêm Thanh |  |  |
|                                |    |                   |  |  |
|                                |    |                   |  |  |
|                                |    |                   |  |  |
|                                |    |                   |  |  |
|                                |    |                   |  |  |
|                                |    |                   |  |  |
|                                |    |                   |  |  |
|                                |    |                   |  |  |
| Thay người:                    |    |                   |  |  |
|                                |    |                   |  |  |
|                                |    |                   |  |  |
|                                |    |                   |  |  |
| Huấn luyện viên:               |    |                   |  |  |
| Jules Accorsi                  |    |                   |  |  |

| - Giám sát trận đấu: - Giám sát trọng tài: - Trợ lý trọng tài 1: - Trợ lý trọng tài 2: - Trọng tài thứ tư: | Quy định trận đấu - 90 phút. - Đá luân lưu nếu tỷ số hòa. - Thay tối đa 3 cầu thủ. |